# Ricardo Piglia
Ricardo Piglia (Adrogué, 1941. november 24. – Buenos Aires, 2017. január 6.) argentin író.

## Élete
Adroguéban született és Mar del Plata-ban nőtt fel. A La Plata-i Nemzeti Egyetemen történelmet tanult. 1965-ben Buenos Airesbe költözött, ahol különböző könyvkiadóknál dolgozott. Első novelláskötete 1967-ben jelent meg La Invasión címmel. Első regénye a Respiración artificial 1980-ban került kiadásra. Magyarul az 1980-as Blanco nocturno című regénye jelent meg Éjjeli vadászat címmel Dornbach Mária fordításában, illetve az 1992-es La ciudad ausente című regénye Az eltűnt város címmel Kertes Gábor magyarításában. Néhány évig az Egyesült Államokban élt és latin-amerikai irodalmat tanított a Princetoni Egyetemen. 2011-es nyugdíjba vonulásakor feleségével visszatért Argentínába. 2011-ben Rómulo Gallegos-díjjal jutalmazták.
2013-ban amiotrófiás laterálszklerózis diagnosztizáltak nála, melynek következtében 2017. január 6-án elhunyt.

## Művei
Esszék
- Crítica y ficción (1986)
- La Argentina en pedazos (1993)
- Formas breves (1999)
- Diccionario de la novela de Macedonio Fernández (2000)
- El último lector (2005)

Regények
- Respiración artificial (1980)
- Az eltűnt város (La ciudad ausente) (1992); fordította Kertes Gábor; FISZ-Kalligram, Pozsony, 2019
- Plata Quemada (1997)
- Éjjeli vadászat (Blanco nocturno) (2010); fordította Dornbach Mária; Geopen, Budapest, 2013
- El Camino de Ida (2013)

Novellagyűjtemények
- La Invasión (1967)
- Nombre Falso (1975)
- Prisión perpetua (1988)
- Cuentos morales (1995)

## Magyarul megjelent művei
- Éjjeli vadászat; ford. Dornbach Mária; Geopen, Bp., 2013
- Az eltűnt város; ford. Kertes Gábor; FISZ-Kalligram, Pozsony, 2019

## Díjai, elismerései
- Premio Casa de las Américas (1967)
- Rómulo Gallegos-díj (2011)